# Gruppo di NGC 5322
Il Gruppo di NGC 5322 è un gruppo di galassie situato nella costellazione dell'Orsa Maggiore il cui centro si trova alla distanza di 93 milioni di anni luce dalla Terra.
La sua denominazione deriva dalla galassia ellittica NGC 5322. Il gruppo è formato da una ventina di galassie, tra le quali spiccano anche NGC 5109, NGC 5308, NGC 5342, NGC 5370, NGC 5372, NGC 5376, NGC 5379, NGC 5389, NGC 5402, NGC 5430, UGC 8282 e UGC 8684.

## Principali galassie componenti il gruppo di NGC 5322
| Nome     | Tipo      | R.A.        | DEC        | Distanza (M. di a.l.) | Redshift (z) | Nomi alternativi                                                           | Immagine |
| -------- | --------- | ----------- | ---------- | --------------------- | ------------ | -------------------------------------------------------------------------- | -------- |
| NGC 5109 | Sbc       | 13h20m52.3s | +57°38'41" | 99                    | 0,007108     | NGC 5113, UGC 8393, CGCG 294-032, MCG+10-19-061, PGC 46589                 |          |
| NGC 5308 | S0        | 13h47m00.4s | +60°58'23" | 93                    | 0,006665     | UGC 8722, CGCG 295-012, MCG+10-20-029, SDSS J134700.42+605823.4, PGC 48860 |          |
| NGC 5322 | E         | 13h49m15.3s | +60°11'26" | 84                    | 0,005937     | UGC 8745, CGCG 295-017, MCG+10-20-035, PGC 49044                           |          |
| NGC 5342 | S0        | 13h51m25.8s | +59°51'50" | 102                   | 0,007302     | UGC 8776, CGCG 295-020, MCG+10-20-041, PGC 49192                           |          |
| NGC 5370 | SB(r)0^0^ | 13h54m09.4s | +60°40'41" | 142                   | 0,010197     | UGC 8832, CGCG 295-022, MCG+10-20-044, PGC 49408                           |          |
| NGC 5372 | S         | 13h54m46.0s | +58°40'01" | 80                    | 0,005727     | UGC 8843, CGCG 295-024, MCG+10-20-046, PGC 49451                           |          |
| NGC 5376 | SAB(r)b   | 13h55m16.0s | +59°30'24" | 97                    | 0,006921     | UGC 8852, CGCG 295-025, MCG+10-20-047, PGC 49489                           |          |
| NGC 5379 | S0        | 13h55m34.3s | +59°44'34" | 83                    | 0,005917     | UGC 8860, CGCG 295-026, MCG+10-20-049, PGC 49508                           |          |
| NGC 5389 | SAB(r)0   | 13h56m06.3s | +59°44'31" | 86                    | 0,006144     | UGC 8866, CGCG 295-027, MCG+10-20-051, PGC 49548                           |          |
| NGC 5402 | S         | 13h58m16.5s | +50°48'52" | 141                   | 0,010077     | UGC 8903, CGCG 295-029, MCG+10-20-054, PGC 49712                           |          |
| NGC 5430 | SB(s)b    | 14h00m45.7s | +59°19'42" | 138                   | 0,009877     | UGC 8937, CGCG 295-032, MCG +10-20-062, PGC 49881                          |          |
| UGC 8282 | Scd       | 13h11m513.s | +60°14'50" | 96                    | 0,006867     | CGCG 294-026, MCG+10-19-050, PGC 45807                                     |          |
| UGC 8684 | Scd       | 13h42m16.1s | +60°46'37" | 102                   | 0,007322     | CGCG 294-059, MCG+10-20-008, PGC 48534                                     |          |